# دراسة العقائد الدينية
تعتبر الدراسات العقائد الدينية : التي تُعرف بدراسة الدين مجالًا أكاديميًا مكرسًا للبحث في المعتقدات والسلوكيات والمؤسسات الدينية. فهو يصف ويقارن ويفسر ويشرح الدين، ويركز على المنظورات المنهجية والتاريخية والشاملة للثقافات، ومحاولة اللاهوت لفهم طبيعة القوى الكونية (مثل الآلهة)، ومحاولة دراسة السلوك الديني والمعتقد خارج وجهات النظر الدينية. تعتمد الدراسات الدينية على تخصصات متعددة وممنهجة بما في ذلك الأنثروبولوجيا وعلم الاجتماع وعلم النفس والفلسفة وتاريخ الدين.
وصف الباحث في الدراسات الدينية (والتر كابس) الغرض من هذا التخصص بأنه عبارة عن "ممارسة وتدريب والبدء في التحقيق فيما يتعلق بموضوع الدين". وذكر (كابس) أن الغرض الآخر هو استخدام "الأساليب والتقنيات المحددة للتحقيق لجعل موضوع الدين واضحًا في الوقت ذاته". ووصف الباحث روبرت سيغال الدراسات الدينية بأن "الموضوع الديني تتعد فيه الأساليب الجميلة "، وبالتالي "يتطلب إما طريقة مميزة أو تفسيرًا مميزًا ضمن الوضع التأديبي".
مختلف العلماء العاملين في الميدان لديهم اهتمامات ونوايا مختلفة. على سبيل المثال، يسعى البعض للدفاع عن الدين، بينما يسعى آخرون إلى شرحه بعيداً عن الخلفيات الدينية، ويرغب آخرون في استخدام الدين كمثال يثبت فيه نظرية خاصة به. يهتم بعض علماء الدراسات الدينية بدراسة الدين الذي ينتمون إليه في المقام الأول. وقد قيل أيضا أن دراسة الدين مفيدة في تقدير وفهم التوترات الطائفية والعنف الديني.

## تعريف الدين

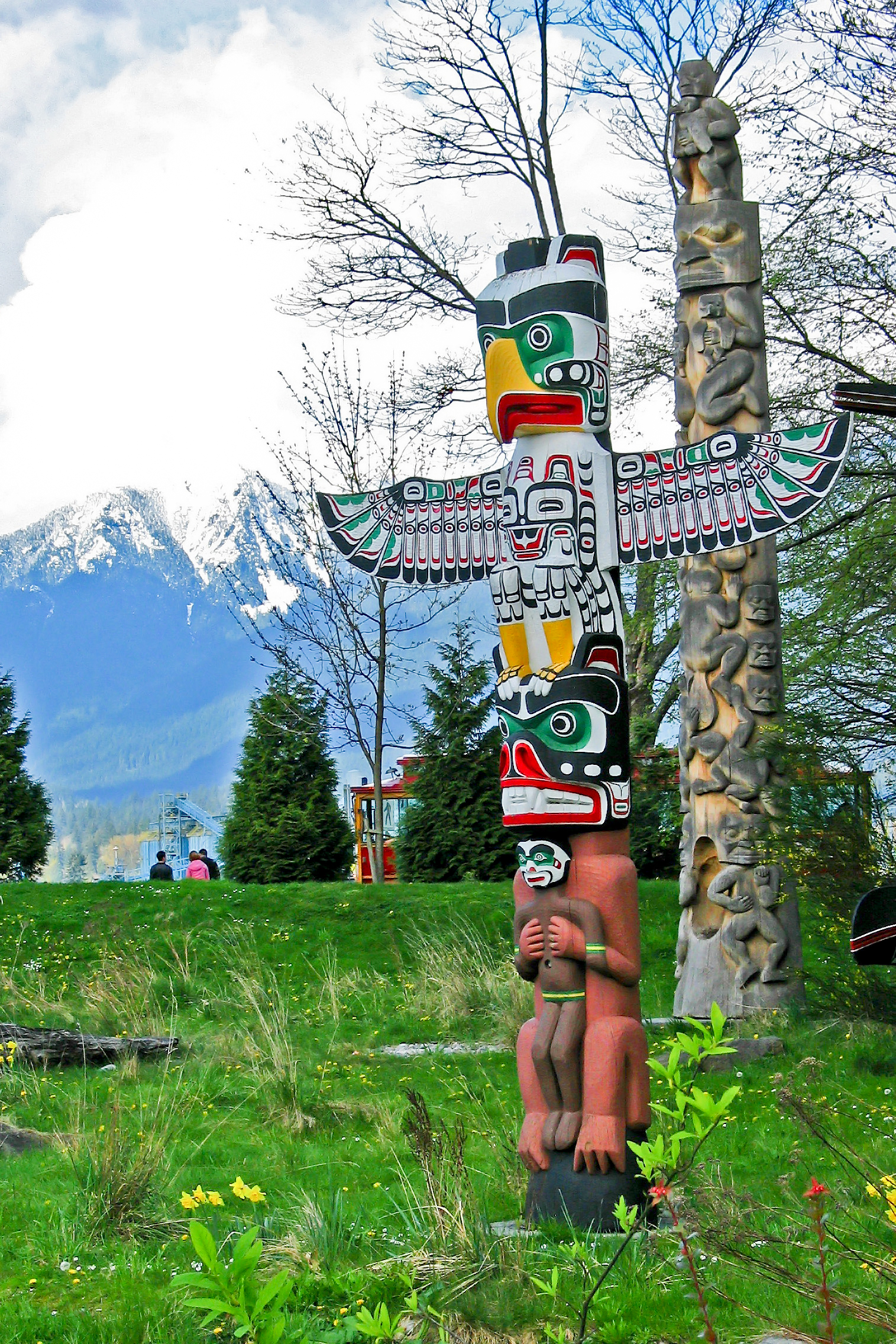
عمود رسم طوطميs reflect the beliefs of the Indigenous peoples of the Pacific Northwest Coast; some religious studies scholars argue that the term "religion" is too Western-centric to encompass the beliefs and practices of communities such as these

حاول علماء الدراسات الدينية أن يصلوا إلى تعريف محدد يشمل معنى «الدين» والعديد من هؤلاءِ كانوا يبحثون عن مفتاح محدد يختار عنصر محدد يشمل كل الديانات ويشير إلى مصطلح الدين.
هناك تعريفين اثنين مختصين بالدين أولا: التعريف الإنساني، وهو موضوعي، يسعى إلى تحديد جوهر معين باعتباره في قلب الدين، مثل الإيمان بالله أو الآلهة، أو التركيز على السلطة.
والثاني وظيفي، يسعى إلى تعريف "الدين" من حيث ما يفعله للبشر، على سبيل المثال تعريفه بحجة أنه موجود لتهدئة الخوف من الموت، وتوحيد المجتمع، أو تعزيز سيطرة مجموعة واحدة على أخرى.
كما ظهرت بعض التعقيدات نتيجةً لوجود العديد من وجهات النظر العالمية، مثل القومية والماركسية، التي تحمل العديد من الخصائص التي ترتبط بالدين، ولكنها نادراً ما تعتبر نفسها دينية. على العكس من ذلك، ناقش باحثون آخرون الدراسات الدينية من زاوية أن الانضباط يوجب أن يرفض مصطلح "الدين" كليًا ويتوقف عن محاولة تعريفه من هذا المنظور. ويُقالُ إن "الدين" مفهوم غربي تم إجباره على ثقافات أخرى بفعل الإمبريالية الفكرية. ووفقا لباحث الدين رسل T. McCutcheon : "العديد من الشعوب التي ندرسها عن طريق هذه الفئة ليس لها مصطلح أو مفهوم للدين، فعلى سبيل المثال، لا توجد كلمة "الدين" في أي لغات مثل اللغة السنسكريتية.

## المؤسسة الفكرية والخلفية
ازدهرت الدراسات الدينية في الولايات المتحدة في أواخر الستينيات في القرن الماضي، وطرح وجهات نظر متنوعة العديد من الشخصيات الفكرية الرئيسية في الدراسات الدينية. أحد هذه الشخصيات كان البراغماتي الشهير وليام جيمس. في عام 1902 في محاضرة غيفورد حجز كتاب «التنوع في التجربة الدينية» الذي درس الدين من وجهة نظر نفسية فلسفية وما زال مؤثراً حتى اليوم. ويدافع في مقالته «إرادة الاعتقاد» عن عقيدة الإيمان.
درس ماكس قيبر الدين من منظور اقتصادي في (الأخلاق البروتستانتية) و(روح الرأسمالية) (1904-1905) وكانت من أشهر أعماله وهو شخصية رئيسية في علم الاجتماع، ولا شك أنه قد أثر في علماء الاجتماع اللاحقين في مجال دراسة الدين. تحمل إميل دوركهايم أيضًا نفوذًا مستمرًا كواحد من آباء علم الاجتماع. في عام 1912، نشر أعماله التي لا تنسى عن الدين، (الأشكال الأولية للحياة الدينية)

## ما هو علم الأديان
يرى عالم الأديان الهولندي فان در ليو (Van der Leeuw) «أن ما هو موضوع في نظر الدين يصبح هو المحمول في دراسة علم الأديان، فالله هو الذي يعمل في نظر الدين، بالنسبة إلى الإنسان. أما العلم، فإنه لا يعرف إلا عمل الإنسان بالنسبة إلى الله، وإن العلم ليعجز عن الكلام عن عمل الله» (العوا: 1977م: 11).
وهذا يعني أن علم الأديان علم دراسة علاقة الإنسان بالمقدس، وما ينتج عن ذلك من تراث شفاهي، أو مکتوب، أو معمول؛ إذ يدرس العلم هذا التراث، ويصل، من خلاله، إلى وصف وتفسير الشعور الديني.أما إي. رويستون بيك (E . Roystone Pike)، فيعرف تاريخ الأديان بقوله إنه «دراسة علمية وموضوعية تتناول ديانات العالم الماضية والحاضرة. وهذه الدراسة تتوخى دراسة الديانات في ذاتها، واكتشاف ما يقوم بينها من نقاط تشابه  واختلاف، واستخلاص مفهوم الدين بوجه عام، عبر ذلك، وإيضاح السمات المميزة للشعور الديني. وعلى هذا، إن (علم الأديان) مبحث وسط يقف بين التاريخ من جهة، وبين علم النفس، وعلم الاجتماع من جهة أخرى» (العوا: 1977م: 61).
ويرى میشیل مسلان (Michel Meslin) أن علم الأديان خاضع لتاريخ الأديان، ويدعو إلى أن يكون علم الأديان أبعد من ذلك بكثير؛ لأن تعريف الدين يتضمن وقائع متباينة جداً؛ لذلك يجب الانطلاق من التجربة الإنسانية، ويرى أن علم الأديان «يقبع عند ملتقى مباحث شتى من تاریخ، وظواهرية، وعلم نفس، وعلم اجتماع، موظفاً مناهجها، وتصنيفاتها، وأصالته النوعية أمامها. فإذا ما كانت مهمته تتجاوز الأحكام المتعلقة بتطورات العقل الإنساني، بخصوص حيازة الحقيقة الميتافيزيقية، أو اللاهوتية، فإنه يرنو إلى تجاوز المعطى الاختياري للوقائع الدينية، بقصد بلوغ الفهم الداخلي للمقدس المعاش، فدوره يتجاوز مختلف النظم الدينية المعروفة إلى البني الأساسية، من طقوس، وأساطير، وعقائد، ورموز، لبلوغ تحليل المحتويات المعاشة ذاتيا من طرف الإنسان المتدين» (مسلان: 2009م: 19-20).
ویری مسلان أن معنى المقدس يستجلى، ويقوى، ويغنى، ويصير إدراكه أفضل بالمسعى المتعدد لعلم الأديان، بفضل التقدير، الذي يوليه هذا الأخير لإبداعات والمفاهيم الدينية البشرية. فعلم الأديان ينتهي، حقيقة، إلى فهم أكثر حداثة وإحاطة لما يقدمه كل دين لأتباعه، باحثا، قبل كل شيء، عن التقاط معاني اللغات الدينية، ومفادها العميق بغية فهم أوضح. فهو يحتل، ويقارن، ويوضح، ويسبر الأغوار، محاولا أن يتفكر في الأمر بطريقة تعليلية صارمة توصل إلى توليف، عابرا من مستوى اختبار المقدس المعاش إلى مستوى فهمه، في مسعى لأن يبدل - بحسب العبارة البليغة لجون باروزي - ما هو معطى ظاهريا بما هو معطی فعلا" (مسلان: 2009م: 21).
ویری جون باروزي (J . Baruzi) «أن تاريخ الأديان دراسة علمية موضوعية تتناول أديان العالم المختلفة، الغابرة والحاضرة، غرضها دراسة هذه الأديان، أولا، والعمل، ثانيا، على کشف ما بينها من تشابه وتباین بغية الوصول إلى دراسة الدين بذاته؛ أي: مميزات العاطفة الدينية » (العوا: 1977م: 12).

## تاريخ علم الأديان

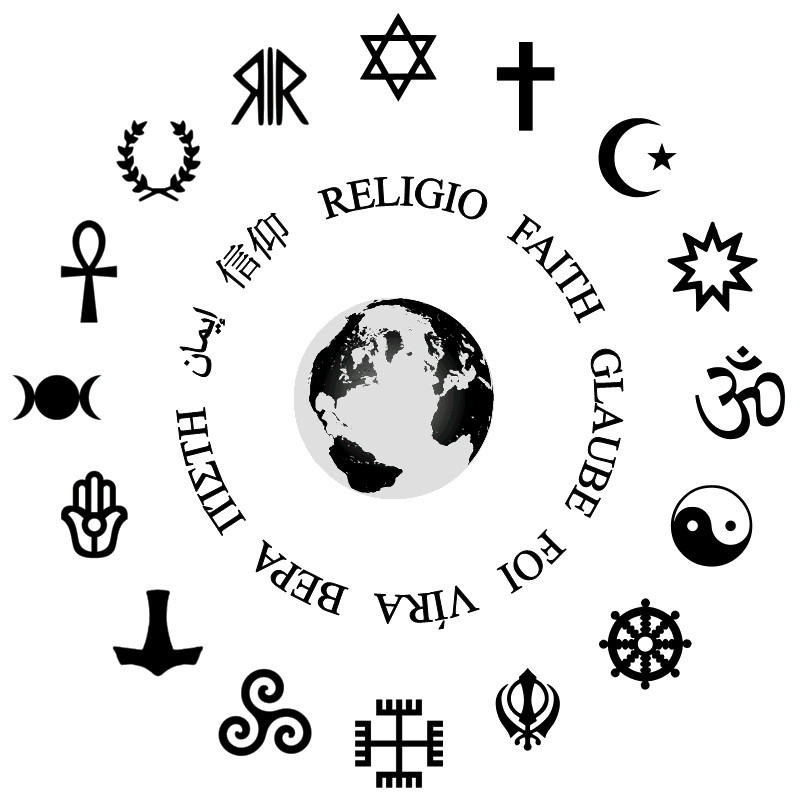
أيقونات الأديان حول العالم

ظهر مصطلح (علم الأديان)، لأوَّل مرةٍ، ترجمة حرفية لكلمة ألمانية هي: (Religions wissenschaft)، التي استعملها ماكس مولر، عام (1868م)، عنوانا لكتابه، وكانت تعني حرفيا (الدراسة العلمية للأديان)، ثمَّ استعملها الفرنسي إميل بورنوف (E. Burnouf) في فرنسا/ عام (1870م)، اسما لكتاب ألَّفه في باريس؛ ليصف به مجموعة متفرقة من العناصر الخاصة بدراسة الأديان، ويدعوها (علم الأديان)، وكان اسم كتابه هذا (La Science des religions).لم يكن قبل ذلك الوقت، علم يمكن أن يشار إليه باسم (علم الأديان)، أو (علم الدين)؛ لأنَّ الأمر كان سيبدو متناقضا، فالصراع بين العلم والدين أخذ بعدا واضحا، منذ عصر النهضة في الغرب، فكيف يمكن جمعهما في مصطلح واحد؟
ويبدو أنَّ ثورة العلوم الإنسانية القائمة على الفحص العلمي الدقيق، كانت قد دقَّت أجراسها بقوَّة، منذ بداية القرن التاسع عشر، وتصاعدت عالية في القرن العشرين. وأصبح يُنظر إلى الدين كنشاط إنساني يمكن التعرف إليه. أمَّا الجانب الغيبي، فليس من اختصاص هذا العلم؛ لأنَّه كان ينظر  إلى كل الأديان على أنها مرتبطة بالإنسان، أولا وأخيرا، فهو نتاج الإنسان، ويمكن فحصه، مثل بقية الحقول التي أنتجها الإنسان في حقول الأدب، والسياسة، والاجتماع، والنفس، واللغة، وغيرها
والحقيقة أنَّ (الدراسات الدينية) لم تتحول إلى (علم الأديان)، إلَّا مع حلول القرن العشرين. لقد كانت هذه الدراسات الدينية مجرد نقد عام للأديان في العصر القديم، أو في العصر الوسيط، فقد ظهرت النزعة الاعتقادية بقوة، ولاسيَّما بين مفكري الديانات الموحدة الثلاث، من يهود، ومسيحيين، ومسلمين، وكانت تعتمد على الإيمان. وبذلك فهي لا تنتمي إلى علم الأديان بشيء. حتى في العصر الحديث لم تظهر الدراسات الدينية العلمية المنحى إلَّا قليلا من قبل بعض المفكرين والفلاسفة والمتنورين. وعرفنا كيف أنَّ مصطلح علم الأديان ظهر، لأول مرة، عام (1868م)، ولكنَّ علم الأديان لم يبدأ بالتأسس والتَّكوُّن، إلَّا مع بداية القرن العشرين، وما زال هذا العلم غير مكتمل البنيان، تسنده المحاولات الجادة والكبيرة من المفكرين الغربيين بشكل خاص

## ضرورة علم الأديان

### ضرورة علم الأديان تكمن فيما يأتي
1. نقل دراسة الاديان من المسلمات القدسية التسليمية، التي سادتها طيلة الزمن الماضي، إلى الفحص العلمي، والدراسة الاكاديمية، التي توجهها مسلمات البحث العلمي في كل مجال.
2. فهم الظاهرة الدينية داخل التاريخ والواقع، وليس خارجهما، ولاعتبار الاديان مترابطة التواتر، والشكل، ولها سياق تاريخي معروف يجب البحث عنه، والتحقيق فيه بدقة.
3. الدين ظاهرة اجتماعية بفرضها وجود مجتمع إنساني في ظروف معينة، وتتطور وفق إطارات، وحاجات اجتماعية.
4. يعمل علم الأديان على النظر إلى كل الأديان باحترام، كثقافة نوعية للمجتمعات البشرية كانت لها الأدوار الكبرى في صنع ثقافته، وحضاراته على مدى التاريخ.
5. علم الأديان علم حياديٌّ، قدر الإمكان، ينبذ المواجهات الإيديولوجية، التي قد تعتري بعض علمائه، بسبب خلفياتهم الدينية، أو العرقية، أو الثقافية، أو السياسية، ويعمل على تعليل حيادي لكل الأديان، أو لدين واحد، مهما كانت النتائج المترتبة على ذلك، شرط ألَّا تكون تلك النتائج إيديولوجية، أو تفضيلية.
6. على الرغم من أن منهج البحث العلمي هو الصورة العامة لطريقة علم الأديان في التحليل والرصد، لكنَّ هناك خصوصيات للمراحل التاريخية، التي مرت بها الأديان، تجعل هناك ضرورة لوجود خصوصيات بحثية لكل مرحلة؛ بل خصوصيات بحثية لكل دين من الأديان، شرط دقتها العلمية.[8]

## العلوم الداخلية المكونة لعلم الأديان

### علوم المكونات الاساسية
1. المعتقد (ويدرسه علم الثيولوجيا: علم اللاهوت)
2. الأسطورة (ويدرسها علم الميثولوجيا: علم الأسطورة)
3. الطقس (ويدرسه علم ليتورجيا: علم الطقس)
4. الأخرويات (ويدرسها علم الإسكاتولوجيا: علم الأخرويات)

### علوم المكونات الثانيوة
1. الأخلاق والشرائع (ويدرسها علم الأخلاق، علم الشريعة)
2. السيرة المقدسة (ويدرسها علم السير المقدسة)
3. الجماعة (ويدرسها علم المذاهب والطوائف)
4. الباطنية (ويدرسها علم الباطن: إيسوترسزم)[9]

## المؤسسون الكبار لعلم الأديان

### الغربيون
1. ماكس مولر (1823-1900م) كان مستشرق بريطاني وعالم لغوي. ألماني المولد. صنّف الأساطير وفقاً للغرض الذي هدفت إليه، ودرس الأديان دراسة مقارنة. اهتم بصفة خاصة باللغة السنسكريتية الهندية القديمة. أسهم في الدراسة المقارنة بمجالات اللغة والدين وعلم الأساطير على الرغم من أن علماء العصر الحديث قد نبذوا الكثير من نظرياته. من أشهر أعماله: «محاضرات في علم اللغة» (1861 - 1863)، و«المدخل إلى علم الدين» (1873).
2. رودولف أوتو (1869-1937م) لاهوتي، وفيلسوف، ومقارن أديان ألماني لوثري لامع. يعتبر أحد أكثر علماء الدين تأثيرًا في أوائل القرن العشرين. اشتهر بنشره مفهوم نومينوس numinous (الظواهر الإلهية الخارقة) وهي تجربة عاطفية عميقة يقول إنها موجودة في صميم ديانات العالم.
3. مرسيا إلياد (1907-1986م) كاتب ومؤرخ أديان وفيلسوف وروائي روماني، شغل كرسي أستاذ تاريخ الأديان في جامعة شيكاغو، وله مؤلفات في أدب الخيال وأدب الرحلات والسير الذاتية، وتاريخ الأديان وفلسفة الأديان.

### العرب
1. خزعل الماجدي (1951-الآن) باحث في علم وتاريخ الأديان والحضارات القديمة وشاعر وكاتب مسرحي عراقيّ.

1. فراس السواح (1941-الآن) كاتب ومفكر وباحث سوري في المثيولوجيا وتاريخ الأديان.

## مناهج علم الأديان

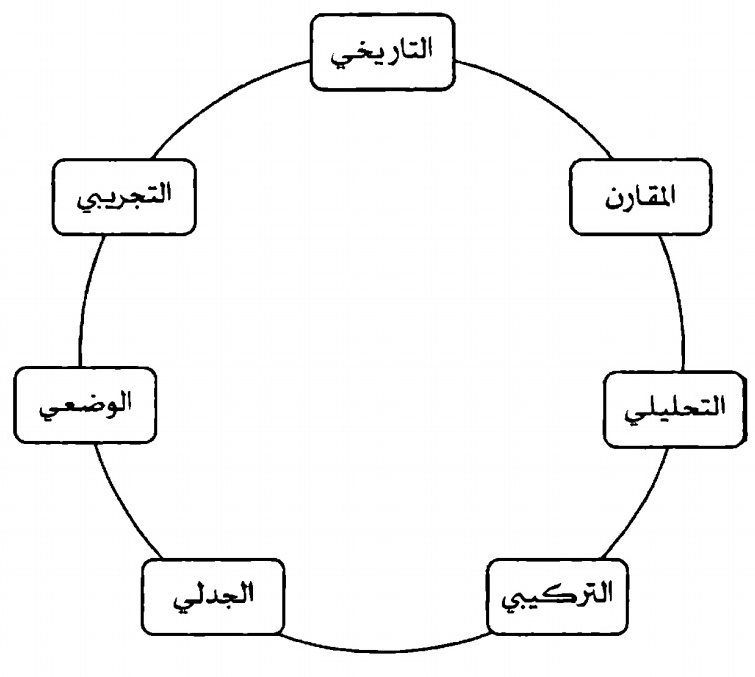
مناهج علم الأديان من رسمها خزعل الماجدي

منذ بیکون، بعد عصر النهضة، ساد المنهج الاستقرائي في البحوث العلمية كرد فعل على المنهج الاستنباطي (الاستدلالي)، الذي كان سائدا في العصور القديمة والوسيطة، والذي كان مرتبطا بأرسطو بشكل خاص.
والمنهج الاستقرائي (هو الذي ينطلق في البحث من الجزئيات ليصل إلى الأحكام العامة الكليات)، وقد بقي المنهج الاستقرائي محافظا على أهميته طيلة القرون اللاحقة، وفي القرن التاسع عشر، ظهرت العلوم الإنسانية، وأصبحت هناك مناهج خاصة لها من عالمها هي؛ ولذلك أصبح المنهج الاستقرائي مثل شرط علمي ضمني، فيما سادت طبيعة مناهج العلوم الإنسانية على البحوث العلمية في هذا المجال.
إن العلوم الطبيعية والإنسانية تبتكر لها مناهج بحث علمي خاصة ترتبط بها، أو تصلح لغيرها أيضا، وهو ما يفسر لجوءنا إلى البحث عن المناهج العلمية، التي أسهمت في تحفيز البحث العلمي في الأديان، ومن ثم ظهور وولادة علم الأديان لاحقا.
مناهج البحث المستمدة من العلوم الطبيعية (المسحية والوضعية والتجريبية):
وتشتمل على مناهج البحث المسحية، والوضعية، والتجريبية، التي أدت دورا كبيرا في ترسيخ النزعة العلمية والواقعية في دراسة الأديان، فقد كان هناك أثر كبير للدراسات المسحية، التي قام بها علماء الأنتربولوجيا، والاجتماع، للمجتمعات البدائية في العالم، والتي أعطتنا صورة مباشرة لنشوء الأديان، وأسهمت في تعزيز النظرة العلمية لنشوء المعتقدات الدينية ، وتفسير الأساطير والطقوس الحاضنة لها. فقد أسهمت عمليات المسح للمجتمعات البدائية في أستراليا وغيرها، التي قام بها إدوارد تایلور، وأندرو لانغ، على سبيل المثال، بتوضيح الكثير من عقائد الأرواحية، التي شكلت ، فيما بعد، دعامة من دعامات علم الأديان، وينطبق هذا الأمر على ما فعله السير جيمس فریزر في (الغصن الذهبي)، و (فولکلور العهد القديم)، وغيرها.
يعتمد المسح (Survey) على المشاهدة الملاحظة، والمقابلة، والاستبيان، ويركز على دراسة حاضر العينة التي يراد لها البحث، وتكمن أهم مساوئه في أنه يعمم النتائج التي يظهر بها، ويوصلها إلى درجة النظريات، في حين أن مجتمعات البحث تضج بالتناقضات والأفكار غير المتجانسة، وهذا ما يفسر التناقض الذي ظهر في أفكار تایلور حول تعدد الأرواح، وأفكار تلميذه لانغ حول وجود روح واحدة كبرى أولا.
أسهمت المناهج الوضعية والتجريبية، هي الأخرى، في مد الجذور العلمية لعلم الأديان، وترسيخ رؤيته الجديدة ؛ حيث أولى موقفها التجريبي اهتماما بدراسة أسباب الظواهر العلمية ، والتاريخية، والطبيعية، والدينية كذلك. ودون إيلاء أي اهتمام للبحث الميتافيزيقي، وبتجاوز مسألة جوهر الظاهرة الدينية، فإن قلة قليلة من الباحثين والعلماء من حاولوا إيضاح القوانين الفيولوجية والنفسية القادرة على إجلاء الظواهر الدينية ؛ أي : ما يتعلق بالدراسة السريرية للإنسان المتدین، باستعمال المناهج التجريبية للعلوم الصحيحة. فهذا (العلم النفسي الحديث)، الذي تبدو لنا بعض وجوهه الآن ساذجة العلمية، يرمي إلى مواجهة كل النظريات، التي ترى في الأصل العاطفي والشعوري للدين عنصرا مكونا للمعتقد» (مسلان: 2009م : 57).
لم يكن طريق المنهج التجريبي سهلا، وهو يتسلل من العلوم الطبيعية إلى العلوم الإنسانية ، فقد صاحبه الكثير من عثرات الإخفاق والفشل؛ لأنه يتحرى في العوامل الخفية الكامنة؛ ولأنه يخضع الحالة الإنسانية المتقلبة بطبيعتها إلى المختبر والفحص السريري الدقيق.
يُعَدُّ التجريب موقفا مصطنعا لإثبات حقائق، أو التأكد منها، وفي العلوم الاجتماعية والإنسانية تكون الحقائق كامنة، وتظهر في تصرفات وسلوك يمكن مشاهدته، أو ملاحظته ، ولكن ليس من السهل إظهار الكامن للمشاهدة، والملا حظة. وهنا تكمن الصعوبة العلمية، التي تواجه العلوم غير الطبيعية ؛ لأن ما نود مشاهدته وملاحظته يقع تحت سيطرة المبحوث وظروفه الخاصة، التي قد لا يسمح بإظهارها للمشاهدة ، أو يسمح لجزء بسيط منها فحسب، وقد يظهر عكس حقيقة الموقف، أو الحالة، أو الظاهرة، لاعتبارات قدرها بذاته. وفي هذه الحالة، تكون المعلومات المتحصل عليها، عن طريق أداة الملاحظة والمشاهدة، غير صحيحة، ومن ثم غير علمية» (عقیل : 1999م: 79). كل هذا جاء ثمرة لتلاقح العلم بأوجهه التجريبية ، والوضعية، والمسحية ، كمناهج فاعلة في علم التاريخ، وفي علم الأديان، وقد كانت الساحة، التي تجمعهم، واحدة، وهي ساحة التاريخ الشامل والعام.
وبهذا، يكون المنهج التجريبي جزء بسيطا في التاريخ. يشترك المنهجان في استعمال الوسائل، لاسيما المشاهدة، والملاحظة، والمقابلة، والاستبيان في تجميع البيانات والمعلومات، ويعد التاريخ السجل العام الذي تحفظ فيه كل التجارب، والعلوم، ويعد المنهج التجريبي من أهم المناهج في زيادة التراكم العلمي والمعرفي عن طريق الاكتشاف، والاختراع، ويعد المنهج التاريخي من أهم المناهج المستندة على التجريب؛ لأن كل الأحداث والتغيرات السياسية، والاقتصادية، والاجتماعية، والعلمية الماضية، أصبحت مثبتة، ونستطيع التمييز بين خيرها وشرها؛ لأنها جربت مثل الرسالات السماوية ، والثورات، وكل المحاولات الإصلاحية السابقة، التي كان لها التاريخ، وما زال ، الميدان الواسع الذي جربت فيه وهي حية، وبما أن تجارب التاريخ دائما حية فإن أخذ العبر منها تعد قدوة. وبناء على هذا تعد تجارب (الحياة) التاريخ العلمية أوسع وأفضل من المختبرات والمجموعات التجريبية والضابطة» (عقیل : 1999م: 70).
أما علم الاجتماع، فقد طور المنهج الاجتماعي في البحث. ولعل من أهم العوائق، التي تعرقل تطبيق المنهج التجريبي في الاجتماع والدین، تعقید ظواهر هذين الحقلين، وتشابكهما، وعدم تكرار حوادثهما بالكيفية نفسها، وتداخل موضوعاتهما مع الذات الإنسانية، حيث يصعب فصل موضوعاتها عن شخصية الباحث، ومشاعره.
لكن علم الاجتماع طور المنهج الاجتماعي، الذي هو خليط من المسح، والمراقبة ، والوصف، والاستقراء، واستطاع أن يقدم خدمة كبيرة لعلم الاجتماع الديني، الذي سيشكل أحد روافد (علم الأديان) لاحقا، واستطاع أن يضع الدين في حاضنته الاجتماعية.
ويصح ما قلناه عن المنهج الاجتماعي، تماما، حول المنهج الأنتربولوجي، الذي أسهم، هو الآخر، مساهمة عظيمة في البحث عن ماضي الأديان، وأصولها.
وقد كان لعلم الآثار، وللمنهج الأركيولوجي، الفضل الكبير في الحد من الأفكار المتوارثة حول الأديان، والنصوص المقدسة، فقد استطاعت الآثار أن تقدم عونا هائلا للتاريخ وللأنتربولوجيا في تقصي الحقائق، والاعتماد على أرض صلبة من الوثائق والوقائع.
إن المنهج التجريبي ما زال، حتى يومنا هذا، يشق طريقه بصعوبة في معالجة العلوم الإنسانية، على الرغم من أهميته الكبيرة، والصعوبة لا تأتي من ضيق أدواته، أو من أخطاء معالجته؛ بل تأتي من كون الحالات الإنسانية، كالدين، والمجتمع، والنفس، والأدب، وغيرها، لا تمتلك شروط العينة الطبيعية الجامدة، التي يمكن إخضاعها كليا للمنهج؛ بل هي حية متقلبة لا يمكن حصر كل جوانبها الظاهرة والباطنة.
إن احترام العلوم الطبيعية، والاعتراف برسالتها العلمية، هي التزامها بإجراء التجارب في میادینها، التي، بالضرورة، هدفها الإنسان، مع التزامها بالمنهج التجريبي المحقق لذلك. أما العلوم الاجتماعية، فلم تستنبط منهجها التجريبي من میدانها الاجتماعي؛ بل اعتمدت على استعمالات المنهج التجريبي في العلوم الطبيعية، وادعائها أنها ارتقت به إلى مستوى علمي يمكن قياسه، والتحكم فيه، وفق استعمالاتها للإحصاء، والتعميم العيني على المجتمع. هنا ، يكمن الخطأ الكبير؛ لأن تحویل من يجري عليهم التجريب إلى أرقام ونسب كمية لا يجيب على التكوين الكيفي للفرد، والمجتمع» (عقیل: 1999م: 99).
مناهج البحث المستمدة من العلوم الإنسانية (التاريخية والمقارنة):
كان القرن التاسع عشر، بحق، قرن العلوم الإنسانية، التي أشاع ظهورها تطور العلوم الطبيعية والنظرية، التي ألقت بظلالها على مساحات واسعة من العلوم الإنسانية، التي كان بعضها أقرب إلى الفنون، فيما كان بعضها الآخر غائبة كلية.
تحول علم التاريخ من فن إلى علم بفضل علم الآثار، ومناهجه العلمية الدقيقة، ورحل علم النفس من مباحث الفلسفة إلى رحاب العلم الوضعي، والعلم الإنساني، وبدأ علم الأديان بالتكون عبر سلسلة طويلة من الحضانات داخل العلوم الإنسانية، حتى حانت ساعة ولادته في النصف الثاني من القرن العشرين، بهيئة واضحة الملامح.
أفرزت معظم العلوم الإنسانية مناهج كانت خاصة بها في البداية، لكنها سرعان ما تحولت إلى مناهج تصلح لفحص علوم أخرى مجاورة لها، لكن التعميم لا يجوز في هذا الأمر، فليست كل مناهج العلوم الإنسانية تصلح لكل العلوم الإنسانية.
كان علم التاريخ قد أفرز المنهج التاريخي، الذي يعد أهم سمات القرن التاسع عشر ، فالمنهج التاريخي في البحث يصلح للكثير من العلوم الإنسانية.

### المنهج التاريخي (تاريخ الأديان)
و هو الطريق، الذي يختاره الباحث في تجميع معلوماته، وبياناته العلمية، في دراسة الموضوع، والذي يسلكه في التحليل والتفسير، وتبيان الحقائق. ولأن هذا المنهج موضوعه الواسع هو التاريخ، يكون المنهج هو الطريق، الذي يربط بين الحاضر والماضي والمتوقع. إنه المنهج الاستقصائي في الدراسات العلمية، والاجتماعية، والإنسانية ؛ أي : أنه لم يقتصر على الدراسات التاريخية كعلم التاريخ فحسب؛ بل أهميته تسع دراسة كل العلوم، ولكن لماذا أطلق عليه المنهج التاريخي؟ إن ذلك لا يعني ارتباطه بالدراسات التاريخية (علم التاريخ) كما يعتقد بعضهم؛ بل لوضوحه في التاريخ العام، الذي يعد علم التاريخ جزءا منه، ما جعله يرتبط بكل العلوم، وجعل العلوم، بمختلف تخصصاتها، تسلك طريقه في التعرف العلمي. ولذلك يكون المنهج التاريخي هو الطريق العلمي المتفحص، الذي يتبعه الباحث، أو يسلکه بنور التاريخ، والاهتداء به إلى غايات المعرفة العلمية (عقیل : 1999م: 58).
ولعل من أهم النتائج، التي حصلنا عليها من جراء ظهور المنهج التاريخي في حقل الدراسات الدينية، ظهور ما تعارفنا على تسميته (تاريخ الأديان) الذي هو جزء مهم من علم الأديان.
يعود (تاريخ الأديان) و (مقارنة الأديان) إلى بدايات القرن التاسع عشر، بعد أن بدأت النزعة المادية في الفكر ، وبعد سيادة الفكر الوضعي، فمنذ أوغست كونت، وفيورباخ، وصولا إلى نظريات تشارلز داروین التطورية في (أصل الأنواع)، ثم إلى نظرية هربرت سبنسر في التطور الخطي الأحادي للتاريخ، ثم نظریات ماركس في المادية التاريخية والتطور الجدلي، كل هذه سوف تلقي بظلالها على تاريخ الأديان، وستظهر لنا معالجات علمية جديدة.
تطور علم التاريخ في القرن التاسع عشر تطورا نوعيا، بفضل ظهور وتوسع علم الآثار ، وكان علم الآثار (Archeology) جزء من علم الإنسان (Anthropology)، الذي كان انقسم إلى أربعة فروع أساسية هي:
1. علم الإنسان الفيزيائي، أو المادي، ويسمى، الآن، البيولوجي؛ لأنه يدرس تطور الحياة البيولوجية ، والسلالات الإنسانية.
2. علم الإنسان الثقافي، الذي يعالج تطور الحياة ثقافية، وفكرية، وروحية، والذي تطور منه علم الإنسان الديني.
3. علم الإنسان الاجتماعي، الذي يعالج الحياة الاجتماعية للشعوب القديمة والحديثة.
4. علم الآثار، الذي يدرس المخلفات الحضارية للإنسان المنقولة وغير المنقولة.[14]

وكان هناك اهتمام وعناية بالآثار في الماضي، لكن علم الآثار بدأ بالتكون بعد عصر النهضة، من خلال مجموعة من العلماء، منهم: نيقولا كلودي دي بريك (1580-1637م)، وجان سبون (1847-1737م)، وجوزيف دي بوشام، والسير هنری کریزوك رولنسون، وبول أميل بوتا، وشامبليون، ولودفیخ بوخارت، وسير هنري لا يارد، وعشرات غيرهم.
وقد أصبح علم الآثار أساسا علميا للتاريخ، وأصبح علم التاريخ، بفضله، قائما على أساس الآثار المادية المكتشفة.
ويؤدي علم الآثار دورا رئيسا في ظهور (علم الأديان)، فقد أخضع تاريخ الأديان، ونصوصها، وآثارها، للبحث العلمي، وكشف عن الزمن الحقيقي لتلك النصوص والآثار، ويكون بذلك، قد أماط اللثام عن (التاريخ المقدس)، الذي كانت تحتمي به تلك الأديان، لقد انكشف غموض الكثير من آثار تلك الأديان، وأخضع للنظر العلمي عن طريق علم الآثار.
أصبح اليوم - علم الآثار - علما مستقلا، واقترب كثيرا من مختبرات الفيزياء، والكيمياء، ومختبرات الكتابة واللغة، وهو ما بدأ ينعكس إيجابا على علوم الأديان، والتاريخ، والإنسان بشكل خاص.
لم يعد علم الآثار میدانا لتكوين الأفكار والمعرفة عن الأديان، والتاريخ، والإنسان؛ بل أصبح علما مختبريا ، يقدم خدماته بحيادية كاملة لهذه العلوم الإنسانية.
لا شك في أن علم الآثار الديني بدأ مع الحملات الآثارية، التي نزحت نحو الأراضي المقدسة بعد عصر النهضة بشكل خاص.

### المنهج المقارن (مقارنة الأديان)
عرفنا أن المسلمين كانوا أكثر الشعوب اهتماما بمقارنة الأديان في التاريخ الوسيط، وكان ذلك بدوافع دينية أيديولوجية ، تظهر فيها استثناءات علمية نادرة.
ومع بداية العصر الحديث، في القرن الخامس عشر، بدأ الاهتمام بمقارنة الأديان، لكن هذا الاهتمام لم يتضح في مساقه العلمي إلا في القرن التاسع عشر، بمرافقة البحث العلمي نحو إنشاء علم الأديان بمعناه العلمي الدقيق. ومنذ ذلك الوقت، ظهرت المؤسسات العلمية، التي تهتم بمقارنة الأديان، وهي كما يأتي:
1. جامعة السوربون - قسم علم الأديان (سنة 1885م).
2. جامعة شيكاغو - قسم الأديان المقارنة (سنة 1893م).
3. جامعة مانشستر - قسم الأديان المقارنة (سنة 1904م).
4. جامعة توبنغن في ألمانيا - كرسي علم الأديان (سنة 1910م).
5. جامعة ميلانو - کرسي علم الأديان (سنة 1912م).

وقد بدا، أول الأمر، أن مقارنة الأديان هو الرديف المباشر لعلم الأديان، لكننا، مع حلول القرن العشرين، وجدنا افتراقا واضحا بينهما ليصبح علم الأديان العلم الأكبر الذي تنطوي تحته أنواع كثيرة من الدراسات العلمية للأديان، وبمناهج مختلفة، ومنها مقارنة الأديان.
وقد استعان علم مقارنة الأديان بعلوم كثيرة من أجل ترصينه علميا ، مثل : علم الفيلولوجيا (فقه اللغة)، وعلم الإثنولوجيا (الأجناس)، وعلم الأنتربولوجيا (الإنسان)، وكذلك المناهج العلمية الحديثة، مثل: الفينومينولوجيا (الظاهراتية)، والمقارنات الثقافية والفلسفية، والمنهج التاريخي.
واستعان ديموزيل بالمنهج الألسني في مقارنة الأديان الهندو أوروبية، وتتبع العلاقات بين الكلمات والتصورات الدينية.
مقارنة الأديان هي البحث في الاختلاف والتشابه بين دينين، أو أكثر، ويفضل دائما، من أجل علمية أدق، المقارنة بين الأديان، التي يجمعها أصل واحد، مثل: الديانات التوحيدية ، والديانات الغنوصية، والديانات الصينية، وهكذا...
بدأت مقارنة الأديان في الغرب بالدراسة النقدية المقارنة لأسفار العهدين القديم والجديد لليهودية والمسيحية، وقد برز من هؤلاء: باروخ سبينوزا، وهورن، ويوهان غريسباخ : (JohannJ . griesbach)، وآدم كلارك (A . Clarck)، وريتشارد سیمون (Richard Simon)، وجان أوسترك. استطاع علم مقارنة الأديان أن يطور مجموعة من المبادئ والأسس، التي لا بد منها عند الشروع بالبحث في هذا المجال، وهي:
1. فك الارتباط الكامل من قبل الباحث مع عقائده الدينية والفكرية، التي يؤمن بها، والانصياع لشروط البحث العلمي بكل حرفية ومنهجية.
2. تحديد منهج البحث العلمي المستخدم في المقارنة، وعدم الخلط بين المناهج، واعتماد الخطوات العلمية في تطبيق هذا المنهج.
3. التخلي عن الأحكام القطعية، وتخفيف الجزم، والاكتفاء بالوصف الخلاق المبدع، الذي يكشف أغوار المقارنة، ويصل إلى جذورها.
4. عدم التعامل أيديولوجيا مع الأديان، وعدم الامتثال للأحكام العامة عنها. وهذا يتضمن التماسك الداخلي في التعامل مع النص، والتماسك الخارجي في نزع الأيديولوجيا عن موضوع البحث.
5. عدم التناقض والحفاظ على وحدة النتائج والتحليلات.
6. الاعتماد على واقع الأديان الحالي، ومعاينة هذا الواقع ميدانيا، وعدم الاكتفاء بالمادة النظرية القديمة أو الحديثة عنها.
7. الاقتصار على مفردات في حد ذاتها، دون البحث في العموميات، والأفكار العامة عن تلك الأديان، مع رصد واقعها الحالي.
8. التفريق بين مقارنة الأديان كعلم وبين فينومينولوجيا الأديان كمنهج يعتمد رصد الظاهرة في أكثر من مكان/ زمان، كنوع من المقارنة.
9. ليس الغرض من مقارنة الأديان بيان الأفضل، أو الأصح، أو أي من الصفات الأخرى؛ بل هو کشف الاختلافات، والتشابهات، وأسبابها العلمية ، وكشف جذرها الاجتماعي.

أما (علم مقارنة الأديان)، فهو ابن القرن التاسع عشر، أيضا، الذي ظهر، أولا، في الأدبيات الألمانية تحت اسم (Religionswissenschaft)؛ أي: (مقارنة الأديان بالغرب). وقد تعرض هذا العلم للرفض من قبل رجال الدين المسيحيين.
ويضم منهج مقارنة الأديان خليطا من المنهج التاريخي، ومنهج الثقافات المقارن (Intercultural Methodology). ويتعرض لأوجه الشبه، والاختلاف، والتداخل بين الظواهر ، والعقائد، والطقوس الدينية. وعلى الرغم من أن المقارنة تحمل مخاطر السقوط في مناطق غیر علمية ، مثل : الخيال، والمنافسة، وتسلل الإيديولوجيا، لكنها ما زالت قادرة على الوصول إلى نتائج باهرة.
مناهج البحث المستمدة من الفكر والفلسفة (الوضعية والجدلية):
ظهرت في القرن التاسع عشر، مجموعة من المناهج الفكرية خارج منظومة العلوم الطبيعية، والعلوم الإنسانية، واعتمد أغلبها على الفلسفة والفكر ، مثل : المنهج التأويلي، والمنهج الوضعي، والمنهج الجدلي، والمنهج الظاهراتي.
وقد أدت هذه المناهج دورا كبيرا في تطوير العلوم الإنسانية، وترسيخ علميتها، ما أثر كثيرا في حفز وتطوير ظهور (علم الأديان).
قدم شلايرماخر، في بداية القرن التاسع عشر، فتحا علميا كبيرا، عندما جعل من التأويل (الهرمينوطيقا) نظرية فلسفية، وأبعده عن التفسير الديني، وهو ما كان يعني، ضمنا، تحویل الهرمينوطيقا من أسر الأديان، وجعله منهج بحث سيتضح تأثيره بعد أكثر من قرن، حين يصبح التأويل أحد أهم مناهج علم الأديان في القرن العشرين.
لكن شلايرماخر لم يقدم التأويل بكل زخمه وقوته ؛ بل جعله مفتتحا لعصر جديد أخضع فيه النصوص لمفاهيم الخطاب، الذي أزاح عنها قدسيتها، ورأى أن جانبي التأويل هما في اللغة، وفي النفس.
وأكمل شتراوس ودلتاي ما أسسه شلايرماخر؛ بل سعی دلتاي إلى جعل التأويل بمثابة المنهج العلمي للعلوم الإنسانية. وهكذا، يكون المنهج التأويلي قد خلخل السكون، الذي كانت ترقد فيه العلوم الإنسانية، ومحاولات نشوء علم الأديان؛ بل إن ترافقه مع نشوء علم الأديان، في الظهور والتطور، يعكس صلة خفية بينهما.

### المنهج الوضعي (Positivisme)
وهو المنهج الذي سعى لجعل القانون، أو المعادلة العلمية بدلا من القوة الخارقة، التي كانت تفسر ظواهر الطبيعة، وهذا ما يجعل المنهج الوضعي متعارضا كليا مع اللاهوت والميتافيزيقا ؛ أي : مع الدين والفلسفة في مناهجهما التقليدية.
أخضع المنهج الوضعي كل ظواهر المجتمع لقوانين الطبيعة الثابتة، فهو مثل الكائن الحي، وجعل العلوم الطبيعية نموذجا له، وجعل المصادر الحسية للمعرفة، مثل: الملاحظة، والتجربة ، والمقارنة، هي الأساس، واستبعد التأمل، والمظاهر العقلية، وتعامل مع الواقع بطريقة إيجابية ، ولم يضطر إلى نفيه ، والاصطدام معه.

### المنهج الجدلي (الدیالکتیکي)
اقترن بالفيلسوف الألماني هيغل، لكن جدل هيغل كان مثاليا، ولم يخدم العلوم الإنسانية ؛ لأنه أعادها إلى حظيرة الميتافيزيقا، ولكن الثورة الحقيقية للجدل ظهرت مع مارکس وإنجلز، اللذين ابتكرا الجدل المادي، الذي كان ثورة حقيقية في مجال الفلسفة، والعلم، والعلوم الإنسانية.